# Aporia delavayi
Aporia delavayi is een vlindersoort uit de familie van de Pieridae (witjes), onderfamilie Pierinae.
Aporia delavayi werd in 1890 beschreven door Oberthür.